# Haldor Lægreid
Haldor Lægreid (Tromsø, 30 marzo 1970) è un cantante norvegese.
Ha rappresentato la Norvegia all'Eurovision Song Contest 2001 con il brano On My Own.

## Biografia
Il 24 febbraio 2001 Haldor Lægreid ha partecipato a Melodi Grand Prix, la selezione norvegese per l'Eurovision, cantando il suo singolo di debutto On My Own e venendo incoronato vincitore. Il brano ha raggiunto la 5ª posizione nella classifica norvegese. All'Eurovision Song Contest 2001, che si è tenuto il successivo 12 maggio a Copenaghen, si è piazzato all'ultimo posto congiunto con l'Islanda su 23 partecipanti con 3 punti totalizzati, tutti provenienti dal televoto portoghese.

## Discografia

### Singoli
- 2001 - On My Own